# لودویگ هاینریش فیلیپ دودرلاین
لودویگ هاینریش فیلیپ دودرلاین (آلمانی: Ludwig Heinrich Philipp Döderlein; ۳ مارس ۱۸۵۵ – ۲۳ آوریل ۱۹۳۶) جانورشناس اهل آلمان بود.